# Interferenzrohr (Kfz)
Interferenzrohre werden zur Veränderung der Leistungscharakteristik von Verbrennungsmotoren verwendet. Sie sind Teil des Auspuffsystems und weisen genau abgestimmte Längen und Durchmesser auf. 

## Funktion
Aufgrund der Arbeitsweise von Zweitakt- beziehungsweise Viertakt-Ottomotoren entsteht im Auspuffsystem eine Schwingung des Abgasstromes. Interferenzrohre dienen vor allem dazu, diese Schwingungen zu verstärken und zeitlich aufeinander abzustimmen. Dadurch wird ein Ladeeffekt (eine geringfügige Vorverdichtung) bei der Zufuhr von Frischgas in den Verbrennungsraum erreicht (Turboladeeffekt), was eine Erhöhung der Motorleistung und des Motordrehmoments zur Folge hat.
Mit absichtlich falsch dimensionierten Interferenzrohren wird der gegenteilige Effekt, nämlich eine Leistungsreduktion erreicht, wie sie zum Beispiel zur Drosselung von Motorrollern genutzt wird. Es ist in diesen Fällen gängige Maßnahme, das Interferenzrohr zur Entdrosselung zu entfernen.